# Cecropia hololeuca
Cecropia hololeuca är en nässelväxtart som beskrevs av Friedrich Anton Wilhelm Miquel. Cecropia hololeuca ingår i släktet Cecropia och familjen nässelväxter. Inga underarter finns listade i Catalogue of Life.

## Bildgalleri

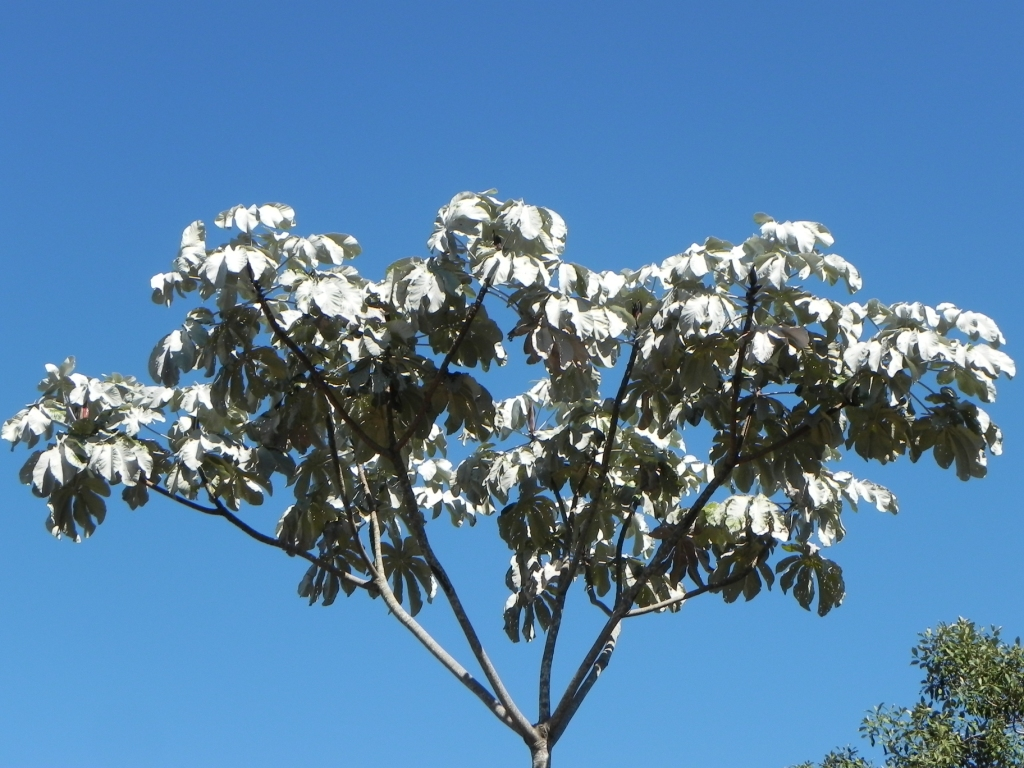
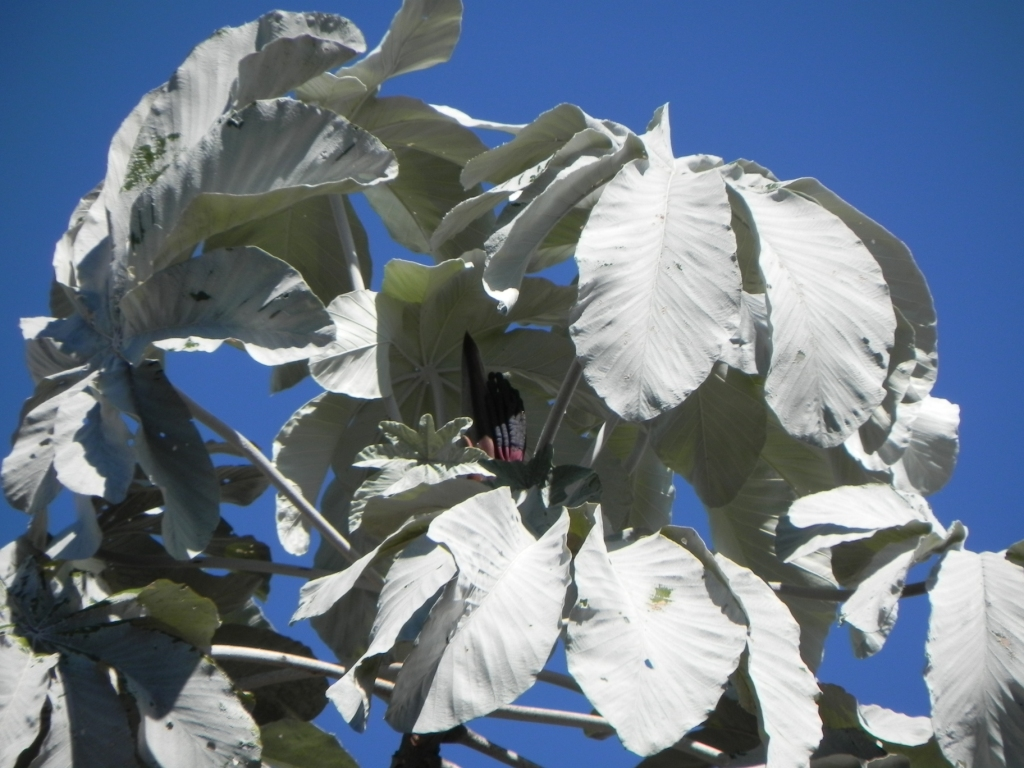